# Llengües de Mèxic

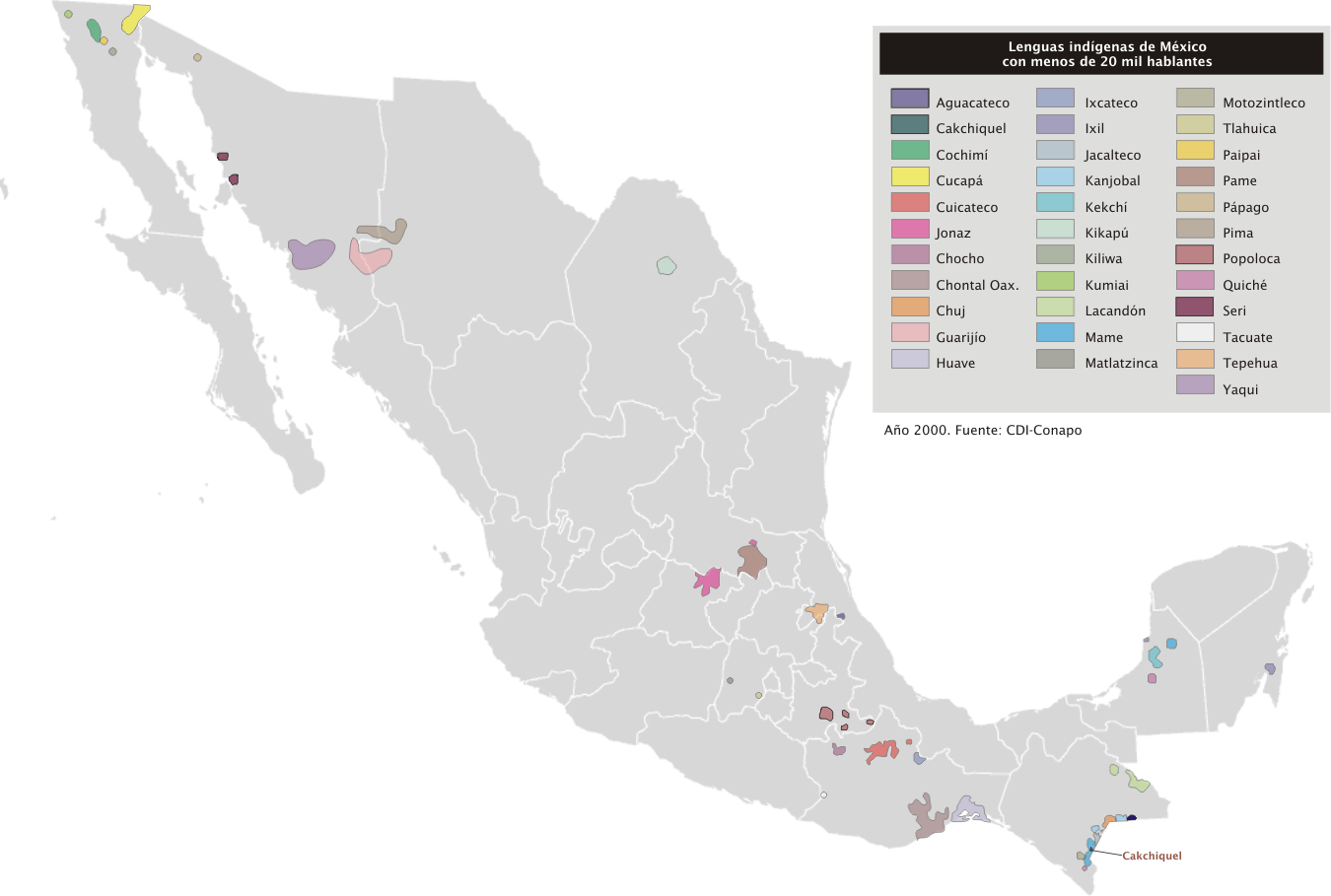
Localització de les llengües ameríndies mexicanes amb més de 100 parlants i menys de 20.000

Mèxic té una sorprenent diversitat lingüística; a més del castellà, el govern reconeix 68 llengües indígenes com a llengües nacionals. Segons el darrer cens oficial, el 6% de la població mexicana parla una llengua indígena, i la meitat d'aquests no parlen castellà. També es parlen a Mèxic altres llengües no indígenes que van portar els immigrants europeus, així com l'anglès, encara que sense reconeixement oficial.

## Legislació sobre les llengües nacionals
El castellà és la llengua predominant de Mèxic i oficial de facto, ja que no hi ha cap article a la constitució mexicana que esmenti la seva oficialitat. No obstant això, el segon article defineix el país com a nació pluricultural, i reconeix el dret dels pobles indígenes de "preservar i enriquir les seves llengües..." i afavoreix "l'educació bilingüe i intercultural...".
El 2003 el Congrés va aprovar la "Llei dels Drets Lingüístics" que reconeix que el castellà i les llengües indígenes que es parlen a Mèxic són "llengües nacionals" pel seu origen històric i "tenen la mateixa validesa en el seu territori, localització i context". Aquesta llei permet que tots els documents legals puguin ser escrits en llengües indígenes. L'estat es compromet amb aquesta llei a preservar i promoure l'ús de les llengües nacionals per mitjà de les activitats de l'"Institut de Llengües Indígenes".

## Les 68 llengües indígenes de Mèxic
La Comissió Nacional pel Desenvolupament dels Pobles Indígenes reconeix 68 llengües indígenes, encara que agrupa dialectes d'una mateixa llengua, que sovint són mútuament inintel·ligibles (com ara les varietats del nàhuatl).

### Llengües ameríndies amb més de 100.000 parlants
| Llengües indígenes de Mèxic |           |
| Llengua                     | Parlants  |
| Nàhuatl (Nauatlajtoli)      | 1.925.620 |
| Maia (Maaya t'aan)          | 892.723   |
| Mixteca (Tu'un savi)        | 510.801   |
| Zapoteca (Binizaa)          | 505.992   |
| Tzotzil (Batzil k'op)       | 356.349   |
| Tzeltal (K'op o winik atel) | 336.448   |
| Otomí (Hñähñü)              | 327.319   |
| Totonaca (Tachiwin)         | 271.847   |
| Mazateca (Ha shuta enima)   | 246.198   |
| Txol (Winik)                | 189.599   |
| Huastec (Téenek)            | 173.233   |
| Chinanteca (Tsa jujmí)      | 152.711   |
| Mazahua (Jñatio)            | 151.897   |
| Purépetxa (P'urhépecha)     | 136.388   |
| Mixe (Ayüük)                | 135.316   |
| Tlapaneca (me'phaa)         | 119.497   |
| Font: CDI (2000)            |           |

### Llengües ameríndies amb més de 20.000 parlants i menys de 100.000
| Llengües indígenes de Mèxic     |          |
| Llengua                         | Parlants |
| Rarámuri                        | 87.721   |
| Mayo (Yoreme)                   | 60.093   |
| Amuzgo (Tzañcue)                | 48.843   |
| Txatino (Cha'cña)               | 47.762   |
| Tojolabal (Tojolwinik otik)     | 44.531   |
| Popoluca (Tuncápxe)             | 44.237   |
| Txontal de Tabasco (Yokot t'an) | 43.850   |
| Huitxol (Wixárika)              | 36.856   |
| Zoque (O de püt)                | 34.770   |
| Tepehuano (O'dami)              | 30.339   |
| Triqui (Tinujéi)                | 24.491   |
| Font: CDI (2000)                |          |

### Llengües ameríndies amb més de 100 parlants i menys de 20.000
| Llengües indígenes de Mèxic         |          |
| Llengua                             | Parlants |
| Cora (Nayeeri)                      | 19.512   |
| Popoloca                            | 18.926   |
| Huave (Ikoods)                      | 16.135   |
| Cuicatec (Nduudu yu)                | 15.078   |
| Yaqui (Yoreme)                      | 15.053   |
| kanjobal (K'anjobal)                | 10.833   |
| Tepehua (Hamasipini)                | 10.625   |
| Pame (Xigüe)                        | 9.768    |
| Mame (Qyool)                        | 8.739    |
| Txontal d'Oaxaca (Slijuala sihanuk) | 5.534    |
| Chuj                                | 2.143    |
| Tacuate                             | 2.067    |
| Txitximeca jonaz (Uza)              | 1.987    |
| Guarijío (Makurawe)                 | 1.905    |
| Chocho (Runixa ngiigua)             | 1.078    |
| Pima (O'odham)                      | 836      |
| Q'eqchi' (K'ekchí)                  | 835      |
| Lacandon (Hach t'an)                | 731      |
| Jacalteco (Abxubal)                 | 584      |
| Ocuilteco (Tlahuica)                | 522      |
| Seri (Concaac)                      | 518      |
| Ixcateca                            | 406      |
| Quitxé (Q'iché)                     | 286      |
| Kaqtxikel (K'akchikel)              | 230      |
| Paipai (Akwa'ala)                   | 221      |
| Cucapá (Es péi)                     | 206      |
| Motocintlec (Qatok)                 | 186      |
| Kumiai (Ti'pai)                     | 185      |
| Pàpago (Tohono o'odam)              | 153      |
| Kikapú (Kikapooa)                   | 144      |
| Ixil                                | 108      |
| Cotximí (Laymón, mti'pá)            | 96       |
| Kiliwa (Ko'lew)                     | 55       |
| Aguacateco                          | 27       |
| Altres llengües ¹                   | 337      |
| ¹ Inclou ópata, solteco i papabuco  |          |
| Font: CDI (2000)                    |          |

## Altres llengües no nacionals
Atès que la composició pluricultural de Mèxic té el seu fonament en els pobles indígenes, a més del castellà, l'estat no reconeix cap altra llengua no indígena portada pels immigrants, encara que el seu nombre de parlants sigui molt superior a algunes de les 62 altres llengües nacionals.
L'anglès és, probablement, la segona llengua més important de Mèxic, parlada principalment pel més d'1 milió d'immigrants nord-americans que s'hi han establert. La importància de l'anglès és deguda a la integració econòmica d'ambdós estats sota el NAFTA, així com al fenomen migratori mexicà de les comunitats rurals als Estats Units i el seu retorn temporal o permanent a Mèxic. S'estima que 6 milions de mexicans viuen als Estats Units.
Algunes de les llengües no indígenes que es parlen a Mèxic són: alemany (principalment a les ciutats de Puebla i Mèxic), àrab, vènet (a Chipilo i en algunes comunitats de Querétaro de Arteaga i Veracruz), xinès, coreà, francès, català, basc, gallec, asturià, judeocastellà (ladí), plautdietsch, romaní i d'altres en menor proporció. El vènet i el plautdietsch es parlen en una regió o comunitat aïllada que pot ser clarament delimitada.